# Malta nos Jogos Olímpicos de Verão de 1972
Malta competiu nos Jogos Olímpicos de Verão de 1972 em Munique, Alemanha Ocidental.

## Resultados por Evento

### Ciclismo
Estrada por Equipe masculino 100 km:
- Louis Bezzina, John Magri, Joseph Said, e Alfred Tonna — 2:31:40.1 (31º lugar)

### Tiro
Skeet masculino:
- Joseph Grech — 170 pts (55º lugar)